# Yacuanquer
Yacuanquer è un comune della Colombia facente parte del dipartimento di Nariño.
L'abitato venne fondato da Lorenzo de Aldana nel 1539.